# Godło państwowe
Godło państwowe – symbol reprezentujący dane państwo, niebędący herbem państwowym.

## Geneza
Określenie to ma dwa podstawowe znaczenia:

Godło Angoli

1. Symbol państwa niebędący herbem w myśl zasad heraldyki, ale pełniący jego funkcje. 
W państwach dawnego bloku wschodniego z przyczyn ideologicznych (niechęć do tradycji szlacheckiej) tworzono godła państwowe wzorowane na godle ZSRR. Charakterystycznymi cechami tych symboli były wieńce z kłosów lub liści, przewiązane wstęgami, czerwonymi lub w barwach narodowych. Otoczone tymi wieńcami symbole państwa umieszczane były niekiedy na tarczy herbowej, częściej bez, niejako luzem zawieszone w tle. Najczęściej były związane z symbolami rewolucyjnymi i komunistycznymi, rzadziej z tradycyjną narodową symboliką. Niekiedy godła państw socjalistycznych były częściowo zmienionymi heraldycznymi herbami (np. godło PRL). Oficjalna nomenklatura unikała słowa herb, co być może wynikało ze skojarzeń ze szlacheckością i społeczeństwem klasowym. Spuścizną tego nazewnictwa jest obecnie powszechne w języku polskim nazywanie herbu państwowego – godłem. Taka zmiana znaczeniowa pojęcia godło, jakkolwiek sprzeczna z tradycyjnym, przyjętym przez heraldykę rozumieniem tego słowa, przyjęła się w społeczeństwie do tego stopnia, iż pojawia się także w aktach prawnych, jak np. Konstytucja RP.
Dyskusyjną kwestią są godła niektórych państw pozaeuropejskich. Niektóre z nich (godło Japonii, godło Indii) nie są herbami w myśl europejskich zasad heraldyki, ale są symbolami o niekiedy bardzo starej tradycji. Te symbole państwowe, ukształtowane według określonych reguł mogą być również nazywane herbami, tak jak przyjęto nazywać herbami godła samurajskich rodów Japonii.

Godło ZSRR

2. Symbol państwa niebędący herbem, a rodzajem logo. 
Stosowany bywa w sytuacjach gdy użycie herbu, jako bardziej uroczystego, byłoby nadużyciem lub nie jest potrzebne. Zazwyczaj wywodzi się on z tradycji historycznej kraju. Najczęściej jest to zwierzę, roślina, postać lub inny obiekt charakterystyczny dla danego kraju. Zazwyczaj godło państwowe jest związane z herbem państwa, wyodrębniając jego niektóre elementy. Czasem pochodzi od herbów dawnych dynastii panujących lub jest związane z wydarzeniami historycznymi lub legendami. W krajach Wspólnoty Brytyjskiej, zgodnie z tamtejszą tradycją heraldyczną takie godła podobnie jako herby i flagi są zatwierdzane przez heroldię. Tego typu godło bywa np. stosowane jako oznaka wojskowa, na czapkach, guzikach i pojazdach wojskowych. Polski Orzeł Biały, umieszczony bez tarczy, samoistnie, na guzikach munduru jest godłem. Specyficzną grupą tego typu godeł państwowych stanowią oznaczenia wojskowych samolotów.

## Alfabetyczny spis godeł i symboli narodowych

Godło Francji

### Drzewa
- Anglia – dąb
- Finlandia – brzoza
- Liban – cedr
- Madagaskar – baobab

### Ludzie
- Francja – Marianna
- Niemcy – Michel
- Stany Zjednoczone – Kolumbia, Wuj Sam, Bogini Wolności
- Szwecja – Matka Svea
- Wielka Brytania – Britannia, John Bull

### Obiekty

Godło Kanady

- Arabia Saudyjska – miecz
- Argentyna – czapka frygijska
- Chorwacja – szachownica
- Indie – kapitel z lwami
- Irlandia – harfa
- Szwecja – trzy korony
- ZSRR – sierp i młot

### Rośliny
- Australia – złoty laur
- Anglia – czerwona róża
- Chile – różaniec górski
- Chińska Republika Ludowa – piwonia
- Cypr – cyklamen perski
- Estonia – chaber bławatek
- Finlandia – konwalia majowa, biała róża
- Francja – lilia
- Hiszpania – goździk ogrodowy
- Holandia – tulipan
- Hongkong – złota bauhinia
- Iran – tulipan
- Irlandia – koniczyna
- Japonia – chryzantema
- Kanada – liść klonu
- Korea Południowa – ketmia syryjska
- Korea Północna – Kimjongilia
- Malezja – ketmia róża chińska
- Meksyk – dalia
- Nepal – różanecznik
- Niemcy – chaber bławatek
- Nowa Zelandia – srebrna paproć
- Republika Chińska (Tajwan) – kwiat śliwy
- Południowa Afryka – protea królewska

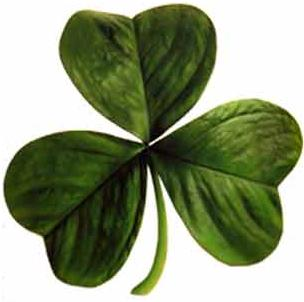
Godło Irlandii

- Stany Zjednoczone – róża
- Szkocja – oset
- Turcja – tulipan
- Walia – żonkil
- Węgry – tulipan

### Symbole
- Algieria – gwiazda i półksiężyc
- Anglia – krzyż świętego Jerzego
- Etiopia – pentagram
- Izrael – gwiazda Dawida
- Korea Południowa – yin yang
- Libia – gwiazda i półksiężyc
- Litwa – krzyż lotaryński
- Maroko – pentagram
- Pakistan – gwiazda i półksiężyc
- Słowacja – krzyż lotaryński
- Szkocja – krzyż świętego Andrzeja
- Tunezja – gwiazda i półksiężyc
- Turcja – półksiężyc
- Węgry – krzyż lotaryński

### Zwierzęta
- Albania – czarny dwugłowy orzeł
- Anglia – lew
- Australia – kangur
- Austria – czarny orzeł
- Belgia – lew
- Botswana - dwie zebry
- Bułgaria – lew
- Chile – kondor i huemul
- Czarnogóra – lew
- Czechy – lew
- Dania – łabędź niemy
- Egipt – orzeł
- Erytrea – wielbłąd

Godło Litwy

- Finlandia – lew, łabędź, niedźwiedź brunatny
- Francja – kogut
- Indie – paw
- Indonezja – Garuda
- Japonia – zielony bażant
- Kanada – bóbr
- Korea Południowa – tygrys
- Laos – słoń
- Malezja – tygrys
- Meksyk – karakara czarnobrzucha
- Nepal – krowa
- Niemcy – czarny orzeł (Bundesadler)
- Nowa Zelandia – kiwi
- Polska – biały orzeł[1]
- Portugalia – kogut
- Południowa Afryka – skocznik antylopi, żuraw rajski
- Rumunia – złoty orzeł
- Rosja – złoty dwugłowy orzeł, niedźwiedź
- Serbia – biały dwugłowy orzeł
- Sudan Południowy – bielik afrykański
- Stany Zjednoczone – bielik amerykański
- Szkocja – jednorożec
- Szwecja – lew
- Tajlandia – Garuda, słoń
- Timor Wschodni – krokodyl
- Uganda – koronnik szary
- Walia – czerwony smok
- Wybrzeże Kości Słoniowej – słoń